# Єрусалим (Костромська область)
Єрусалим (рос. Ерусалим) — присілок в Вохомському районі Костромської області Російської Федерації.
Населення становить 37 осіб. Входить до складу муніципального утворення Лапшинське сільське поселення.

## Історія
У 1936-1944 року населений пункт перебував у складі Вологодської області. Від 1944 належить до Костромської області.
Від 2007 року входить до складу муніципального утворення Лапшинське сільське поселення.

## Населення
1. Н/Д[2]